# کاش و کاشکی
کاش و کاشکی مجموعه‌ای تلویزیونی در ژانر ترسناک و فانتزی است که در سال ۷۶ توسط مصطفی راور و  حسین پهلوان‌نشان برای گروه کودک و نوجوان شبکه اول سیما تولید شده بود. فصل دوم این سریال نیز به نام «سرزمین‌ آرزوها» بعد از پنج سال وقفه در سال ۱۳۸۰ جلوی دوربین رفت و در تیرماه سال ۱۳۸۵ از شبکه اول سیما پخش شد. 

## خلاصه داستان
فصل اول، کاش و کاشکی:
سعید نوجوانی است که در انباری خانه‌، جعبه‌ای را می‌یابد حاوی موجودی جادویی به نام «کاشکی». عروسکی عجیب که شبیه مردی کوتوله است با ابروهای پیوسته و کلاهی بر سر. کاشکی،آرزوهای سعید را برآورده می‌کند. آرزوهایی خام که برآورده شدنشان به ضرر اوست و باعث تنبیه او می‌شوند. پس از مدتی، کاشکی سعید را به کفاره‌ی آرزوهایش به نبرد در برابر شر تشویق می‌کند. بناست که سعید با مبارزه با پادشاه سیاهی‌ها مدال هیولای آتش و هیولای تاریکی را به دست بیاورد. سعید دور از چشم مادرش با پادشاه سیاهی‌ها- که مردی به نام «انگل‌خان» است می‌جنگد و او را شکست می‌دهد.
فصل دوم، سرزمین‌ آرزوها:
زنی (شراره رخام) که جاسوس اسرائیل است، به کمک ابزار پیشرفته‌ای که با خود از آن سوی مرزها آورده، به دنبال مدال هیولای آتش و تاریکی است. او با استفاده از این مدال و به کمک یک فناوری پیشرفته، دارای قدرتی خارق‌العاده می شود: قدرت تسخیر ذهن انسان‌ها و به کارگیری آن‌ها در شهری مجازی به نام شهر «رها». اما درست در لحظه‌ای که همه‌چیز به خوبی پیش می‌رود، عملیات تسخیر ذهن‌های جوانان با مانعی جدی رو‌به‌رو می شود. دختری استثنایی به نام فهیمه (هانیه پوری) و موجودی به نام کاشکی که حامی اوست علیه او می‌جنگند و او را شکست می‌دهند.

## عوامل
فصل اول:ماجراهای شگفت‌انگیز کاش و کاشکی(۱۳۷۵)
تهیه کننده و کارگردان: مصطفی راور - حسین پهلوان‌نشان
نویسندگان: حسین پهلوان‌نشان - مصطفی راور
مدیر تصویربرداری: حسن یزدانی
موسیقی: کیوان جهانشاهی
تدوین: مهرزاد مینویی
صدا و میکس: محمود خوجانی
طراح صحنه: عبدالحمید قدیریان
چهره‌پردازی: افسانه قلی زاده
بازیگران:
    ابوالحسن محضری - سارا قاسمی‌نژاد - محمد پورفرخ - شایان محضری - محمد دباغ
صداپیشه: علی‌همت مومی‌وند

فصل دوم: سرزمین آرزوها(۱۳۸۰-۱۳۸۱)
تهیه‌کننده و کارگردان: مصطفی راور - حسین پهلوان‌نشان
نویسندگان: حسین پهلوان‌نشان - مصطفی راور
مدیر تصویربرداری: حسن یزدانی
تدوین: مهرزاد مینویی
موسیقی: علیرضا کهن‌دیری
طراح هنری: ایرج رامین‌فر
طراح جلوه‌های ویژه: محسن روزبهانی
طراح گریم: سعید ملکان
صدابردار: محمد قمی

بازیگران:
هانیه پوری، شراره رخام، مهدی فقیه ، زهره مجابی، مجید مشیری ، شیوا بلوریان ، نسترن وکیلی ، زهره فراست ، آیدا تبیانیان ، ثمره آرونی ، عطائالله مرادی ، محمود بنفشه خواه ، علیرضا نجات ، علی فغانی
صداپیشه: علی‌همت مومی‌وند

## حواشی
پخش فصل نخست این سریال، با ظن بردن مدیران شبکه به استفاده از نشانه‌های گروه‌های شیطان‌پرستی پس از مدتی متوقف شد و بازپخش بخش‌هایی از فصل اول این مجموعه، سال‌ها بعد و در سال ۱۳۹۳ از طریق شبکه نسیم امکان پذیرفت.